# Petaloconchus interliratus
Petaloconchus interliratus is een slakkensoort uit de familie van de Vermetidae. De wetenschappelijke naam van de soort is voor het eerst geldig gepubliceerd in 1893 door Stearns.